# Theotima lawrencei
Theotima lawrencei is een spinnensoort uit de familie Ochyroceratidae. De soort komt voor in Congo.